# جويل ألين
جويل ألين (بالإنجليزية: Joel Asaph Allen)‏ (و. 1838 – 1921 م) هو أمين متحف، وعالم حيواني، وعالم طيور، وكاتِب، من الولايات المتحدة الأمريكية، ولد في سبرينغفيلد، كان عضوًا في الأكاديمية الأمريكية للفنون والعلوم، والجمعية الأمريكية للفلسفة، توفي في نيويورك، عن عمر يناهز 83 عاماً.

## التعليم
تعلم في جامعة هارفارد.